# Bukhårsdjur
Bukhårsdjur (Gastrotricha) är en stam bland djuren som beskrevs 1864 av den ryska zoologen Ilja Metjnikov. Stammen omfattar mycket små maskar, oftast mer eller mindre avlånga, som lever i salt och sött vatten.
Bukhårsdjuren är mikroskopiska eller mycket små makroskopiska djur (kroppslängd mellan 0,06 och 1,5 mm). Undersidan är oftast platt och försedd med flimmerhår som gör att djuren kan röra sig över bottnen. De har också körtlar i bakänden, med vars hjälp de kan avsöndra ett ämne som hjälper dem att klistra sig fast på underlaget.
De ingående arterna är vanligen bottenlevande och lever av bakterier, mikroskopiska alger och små protozoer. Stammen indelas i två ordningar, Macrodasyida med omkring 340 arter, som med få undantag är havslevande, samt Chaetonotida med omkring 490 arter, av vilka cirka 75% lever i sötvatten. Stammen är kosmopolitisk, den finns i alla hav.